# 腐蝕の構造
『腐蝕の構造』（ふしょくのこうぞう）は、森村誠一の小説。1972年に日本推理作家協会賞を受賞した。のちに講談社文庫、双葉文庫、角川文庫で出版された。
1977年にテレビドラマ化された。

## あらすじ
原子力科学の第一人者、雨村征男、そして大企業土器屋産業の御曹司、土器屋貞彦は性格が対照的だが高校時代から続く仲。しかし、北アルプスの道標の向きを変えたことにより二人の運命は変わっていく。ウラン濃縮技術の技術成果を手に入れるためにあらゆる手段を容赦なく使い、果ては政略結婚を仕組む巨大商社。政治家と財界人との癒着、利権追求から起こる殺人。最終的に、研究成果を公開することを頑なに拒んだ雨村は死亡し、それだけではなく癒着に関わった人間が死に、雨村の妻、久美子だけが残され、雨村が公開を拒んだ研究成果は、かつて雨村の所属していた物理化学研究事業社の物部満夫が実現させた。
いまとなっては、かつての幸せな新婚生活も、雨村が久美子に託した研究成果も、巨大商社の利権も、腐敗して、腐臭をはなっている。そんなものよりも、残された久美子にとって、何物にも変え難かったのは、ただ真実の愛だった。

## テレビドラマ
1977年、10月から11月にかけて、「森村誠一シリーズ」の第1作として毎日放送制作・TBS系列で放映。全7話。
北アルプスの雄大な自然を背景に、城達也のナレーションでストーリーが進んでゆく。

### ストーリー

#### 第1話（視聴率15.7%）
核融合理論の権威であり雨村征男の恩師でもある小宮山四郎博士が、財団法人物理化学研究事業社（略称物研）からの帰途の東村山市内で自動車事故で死亡する。そしてその遺志は征男に託される。ストーリーはこの事故から始まる。実際征男は物研の中心人物であることから、より莫大な利益を獲得しようと、新和グループの総帥、本田義和も目をつけ始めていた。その後、征男は高校以来の級友、土器屋貞彦のもとを訪れ、今後のことをじっくり考えたいことから貞彦を誘い、共に北アルプスに登る。しかし貞彦の些細な悪戯から、代議士名取龍太郎の息子、名取一郎を殺してしまう。この事件から、まず手始めに物研の沢国夫研究員が何者かによって殺害される。小宮山博士の事故死、沢研究員の謎の死、征男につきまとう黒い影。物研は目に見えぬ恐怖に、ただ怯えるだけだった。また、残されたタイプライターの用紙に書かれた「冬子」の文字は？征男のプロポーズに惹かれた久美子は、一抹の不安を感じながらも、征男を信じるのだった。

#### 第2話（視聴率13.7%）
物研の沢研究員の謎の死により、警視庁が極秘に捜査を始めるが、沢研究員の死に続き、征男の助手、三ツ森が何者かに拉致される。一方で名取兄妹を北アルプスで遭難させたのが貞彦とも知らずに名取龍太郎は娘の冬子と土器屋産業の社長土器屋貞彦を教会で政略結婚を挙げさせる。また皮肉にも同時・同日に神社で雨村征男と、物研で事務として勤めていた間島久美子が結婚式を挙げる。より莫大な利益を手に入れるために龍太郎に政略結婚をさせられた冬子と貞彦の関係は冷めてゆく。一方危機感を抱き始めた征男。殺害された小宮山博士は、日本のある重工業に理論を売ろうとして殺害された。その背後にはエネルギー危機にそなえ政府が原子力を事業国産化を決定し、実現させるために6千億を計上したという現実がある。そのために、故・小宮山博士よりも優れた人材である征男に目を付けた本田。いや、本田だけでなく土器屋産業、東販商事も目を付けている。その次には原子力学会で発表する論文と、挙句の果てには征男の命。征男は論文の発表を断念する。こんなものが発表されれば簡単に原子爆弾が作れてしまう。そして征男は友人の貞彦や龍太郎から、新しく出来るであろう土器屋研究所で原子力のエネルギー開発に協力してくれと言われる。結局貞彦も、友情よりもただ莫大な利益が欲しいがために征男を呼んだに過ぎなかった。もう一方で冬子の元に「冬子の兄一郎を殺害したのは夫の土器屋貞彦だ」と、新和グループの松尾俊介から一本の電話が来る。松尾は貞彦らとともに登山し、冬子らのために救援隊を呼んだと言っているが実は・・。そして嫌気がさした征男は久美子に論文を預け、愛を誓う。しかしそれが別れの夜とは知る由もなかった。それから3日後の9月23日、征男の乗るYS11A型旅客機が名古屋に向けて新潟空港を13時5分に飛び立つ。もう一方、航空自衛隊第6航空団小松基地を飛び立った自衛隊機F-104ジェット戦闘機が、悪天候にもかかわらず攻撃隊形訓練中に落雷にあい旅客機の進路内で13時30分ごろに衝突。パイロット2名、客室乗務員3名、乗客55名は全員死亡し、自衛隊機のパイロット、町田竜一二尉だけが助かったと報道された。これは事故の唯一の生存者である。

#### 第3話（視聴率13.1%）
旅客機は北アルプス針ノ木岳上空で自衛隊機と衝突。高度9000メートルから落下し、山肌に叩きつけられた遺体は損傷が甚だしく、どこの誰か見分けがつかないほどだった。遺品を頼りに久美子は征男を探すが、そこには征男の遺体も遺品も無かった。それでも諦められない久美子は墜落現場に向かう。しかし3日経っても征男の遺体だけが発見されなかった。遺体が見つからないまま帰宅した久美子と信乃が見たものは、玄関の鍵が壊され、家中が無残に家探しされた後だった。この荒らし方は泥棒ではない。では一体誰が？征男から送られてきたハガキも消印が事件の前日だ。やはり死んだのか・・。征男の助手、三ツ森も、何物かに拉致され、脅された際にこの原子力理論を知っているのは征男だけだということを教えてしまった。征男の死も関係なく黒い影が久美子につきまとう。征男の生前友人だった貞彦もその一人で、いまや土器屋産業の社長に上り詰め、原子力産業の駆け引きの上での重要人物、国防庁の中橋正文二等空佐を、自分の愛人である三杉さゆりを使って買収していた。しかし貞彦は新和グループの松尾から脅迫を受け、何者かに殺害される。
- 中央本線特急あずさが映る。

#### 第4話（視聴率11.9%）
貞彦が死亡したことにより、新和グループは征男の残した研究ノートを執拗に狙い始める。新和グループの松尾もそのひとりだ。一方冬子は政略結婚をさせた父、名取龍太郎と口論になっていた。冬子は慈善団体に土器屋産業の株券を全額寄付するつもりでいた。自分を愛していなかった貞彦の財産はいらない、貞彦も同じく冬子を愛していなかったのだから。冬子の欲しかったのは財産ではないのだ。久美子は真相を探るべく征男の宿泊していた新潟のホテルに向かう。征男は新潟から信越本線の特急北越1号に乗り、ある女性と黒部に向かったという。いつしか、征男への想いが、憎しみに変わっていた。今度は黒部観光ホテルから扇沢駅に向かい、黒部ダムに向かう。階段を降りようとしたとき、何者かに背中を押され、階段から落ちる。しかし、ある登山客に助けられる。男の名前は大町信一といった。
- 上越線特急とき走行シーン・信越本線特急北越走行シーン・中央本線特急あずさ車内と走行シーン・関電トンネルトロリーバス車内が映る。

#### 第5話（視聴率10.5%）
素性を全く明かさない謎の男、大町。久美子はまた謎の男に襲われる。そして住所もおしえていないのに大町が駆けつける。それでもただ大町は自分を信じて欲しいと言う。すると、黒部まで尾行し、それだけではなく、黒部で久美子を突き落とそうとした男から電話が来る。目的は研究ノートだ。ノートを渡したら征男の行方を教えるといったその男は、カバンごとノートを奪おうとするが大町によって失敗に終わる。久美子は銀行の貸し金庫にノートを預け、大町は冬子への張り込みを始める。マスコミは土器屋殺しの迷宮入りを告げたが、依然として捜査活動を続けていた。そのうちの刑事のひとり、白木が久美子のもとを訪れる。警察は松尾を犯人として疑っていた。久美子自身も松尾につけられたり、征男の研究所に出入りしていたからすぐわかった。また大川刑事は国防庁の中橋と逢い引きしていた三杉さゆりが重要な証拠を握っていると睨んだ。その中橋は、国防庁を退職し、新和商事に入る。持参金を新和に持ち込んだことから、中橋は贈収賄の口封じのために・・。いや、それだけではない。貞彦の死によって土器屋産業は新和グループに吸収された。その吸収工作は名取龍太郎と本田義和が仕組んだもの。殺人教唆の疑いも出てきた。そして冬子がとうとう動き出した。刑事たちも動き出す。冬子は亡くなったはずの征男と会っていると当初睨んでいたが、その正体は一連の事件に関与していると思われる松尾俊介だった。思わず久美子はその場に座り込んでしまう。雨村征男は殺されたんだ。

#### 第6話（視聴率10.5%）
冬子の密会の相手は松尾だった。同時に松尾の相手は中橋の愛人、三杉さゆりだった。これはどうなっているのか？松尾とさゆり、そして中橋は車で山中に向かう。その後を尾行する刑事たち。すると人気のない山中で中橋が睡眠薬で眠った松尾ひとりを車に残し崖から突き落とそうとする。そこで刑事たちは3人を逮捕する。だが肝心な証拠を掴めなかった。圧力がかかったのだ。松尾自身、まだ背後を警察に何ひとつ察知されていなかったから、物怖じひとつしなかった。しかし身内の中橋がなぜ松尾を殺害しようとしたのか？警察に察知され危険を感じた本田は物部に松尾を殺せと命じる。松尾も苛立っていた。警察の動きは活発にはなるし、中橋が松尾を殺そうとしたのも本田の命令にちがいない。物部も本田からの命令で、引き下がることもできず、松尾にしばらくどこかに消えるように忠告されるが、松尾を狙う男が・・。とっさに危険を感じた松尾は物部を盾にし、物部は射殺される。これはどういうことか？松尾は本田に拳銃を向ける。それでも一切物怖じしない本田。これは松尾が望んだことなのだから。同じ頃、身の危険を感じたさゆりと中橋は高飛びしようとホテルに宿泊。その夜、ガス中毒で中橋は中毒死、さゆりは重症。そして冬子が動き出す。行き先は黒部。冬子は特急あずさに乗り、信濃大町で降り、黒部観光ホテルに向かう。久美子と大町は冬子の後を追う。いつしか久美子の想いは自分のために尽くしてくれる大町に傾いていた。

#### 第7話（視聴率13.5%）
事件の真相がいよいよ明らかになる。冬子といた男は松尾だった。松尾は一連の殺人事件の真相を警察に勘付かれていたことから本田に見捨てられ、追われる身となったことから冬子と心中を決意し、北アルプスにきていたのだ。松尾は大町の大腿部を撃ち、転落し、死亡。大町は大腿部に銃弾を受け、重傷。悪天候の中、崖にたどりついた大町と冬子。冬子の口から征男の行方を聞く大町。実は征男は、23日、飛行機には乗っていなかった。征男と冬子は愛し合っていた。しかし征男はその不倫の恋を精算し、恐ろしい原子力理論をこの世から抹消するために、死を望んでいた。激しい風雨に打たれているうちに、大町は「奥さん！もう一度会いたかった！」と言った後に、自分たちを救援にきた救援隊の幻覚を見て、飛び降り自殺。半死半生で助かった冬子は、視力のほとんどを失う。結局大町が死んでも、なにひとつ報われなかった。雨村への想いも、いまとなっては憎しみだけ、捜査本部も、単なる女性問題ということで解散。久美子のもとに詫びにきた白木刑事もただ、いまの日本は権力によって腐りきっているとしか言えなかった。その後新和グループが原子力開発に乗り出し、新和グループは新和原子力開発研究所となり、政財界の大物、名取龍太郎と本田義和が笑顔で握手する映像がテレビに放映され、雨村の死体が黒部湖から引き上げられたことを知らされる。
- 最終回予告で、ロケでの松田優作が映る。

### 出演者

#### 物理化学研究事業社
雨村征男 - 篠田三郎
科学者。原子力開発とその技術を発見する。研究に対しては真面目に取り組み、原子力をエネルギーに活用しようと考えていたが、企業に狙われる。自分の研究に疑問を持ち始め、自分の技術が他の企業に核兵器として利用されるのに嫌気がさし、冬子を愛したために、入水自殺する。性格は真面目。
間島（雨村）久美子 - 島田陽子
元物研事務職員。征男と結婚をし、家庭に入り、征男が仕事を辞めてもついていくと、ただひたすらに征男を愛していたが、女性と密かに会っているのが分かり始めてから、征男を憎むようになり、自分のために一生懸命になる大町にしだいに惹かれていく。大町の死後、大町の遺骨と遺品を引き取る。
小宮山四郎 - 奥野匡
核融合理論の権威で征男の恩師。トリウム232から新しい核燃料の開発理論を完成させるというあまりにも理論が画期的だったために圧力を受け、日本の重工業と手を組む前に自動車事故で死亡。第1回に登場。
三ツ森 - 伊藤高
征男の助手。松尾らに拉致され、脅迫される。興信所を使って、貞彦の動きを探る。第1回〜第4回に登場。
沢国夫 - 富川澈夫
物研の研究員。雨村の原子力開発技術を狙う何者かに五反田駅のプラットホームから突き落とされ、轢死。第1回に登場。
物部満夫 - 綿引洪
物研職員で天下りの官僚。後に物研の所長になる。松尾と組んで、久美子らを脅迫していたが、松尾の代わりに射殺される。

#### 土器屋産業
戦後、土器屋正勝が立ち上げ、独力でのし上がった企業。現在は資本金300億円、年間売上6700億円。社長は土器屋正勝、副社長は、正勝の息子、貞彦を含めて4人。
土器屋貞彦 - 岡田裕介
土器屋産業の御曹司。征男とは高校時代からの仲。第２回で社長である父親、土器屋正勝が脳溢血で倒れてから社長を引き継ぐ。道標をずらしたことから名取一郎を遭難させ、殺してしまう。しかし実際には貞彦の言うとおり、本人は少ししかずらしていなかった。大企業の息子ということで名取冬子と政略結婚するが、冬子との関係が冷めていった上、冬子を『山で捕れた魚』と揶揄する。密室殺人のトリックで中橋らに殺害される。性格は臆病で軽薄。

#### 名取家
名取龍太郎 - 山形勲
次期総裁候補の代議士。大企業土器屋産業の御曹司貞彦と冬子との結婚が決まってから、征男に目を付ける。のちに新和グループと手を組む。性格は冷徹。
名取（土器屋）冬子 - 梶芽衣子
名取家の令嬢。兄一郎とは義兄妹で、最初は一郎を愛していたが、その恋が認められなかったことから一郎と北アルプスで心中しようと思っていたが、一郎の死により、自殺未遂をはかる。そして本当は征男を愛していたが、龍太郎に貞彦と政略結婚をさせられたことから、貞彦との関係も冷めてゆく。貞彦の死後、征男と密かに会い、黒部湖に入水自殺するが、松尾に助けられ、助かる。その後、松尾と自殺をはかるが、頭部を強打し、視力のほとんどを失う。
名取一郎 - 高橋長英
冬子の義兄。冬子とは血縁関係が無いことから、冬子と愛し合っていたが、道標をずらしたことにより遭難し、死亡。第1回に登場。

#### 新和グループ
本田義和 - 西村晃
新和グループ総帥。将来来るであろうエネルギー危機を見越し、原子力開発に必要な技術者として、征男の名を挙げた。
松尾俊介 - 江原真二郎　少年期 - 庄野たけし
新和グループの社員で、ほとんどの事件の殺人犯のひとり。貞彦が道標をわずかにずらした後に大きくずらし、執拗に征男や久美子や三ツ森に近づいて脅迫し、土器屋を射殺する。また一郎を殺した犯人は貞彦だと冬子に告げる。実の父親が戦時中軍事裁判にかけられ、責任の全てを負わせた上官の名が龍太郎だったことから名取龍太郎を嫌っている。10歳の時、食糧難で孤児だった松尾は、本田の家に盗みに入った際に本田に引き取られる。松尾にとって本田は父親のような存在。

#### 国防庁
高橋洋介 - 根上淳
国防庁次官。さゆりに篭絡された中橋を叱責する。
中橋正文 - 岸田森
新防衛計画の中心人物で、民間に仕事を発注する国防庁の官僚。階級は二等空佐。貞彦の愛人さゆりを使われて弱みを握られ、篭絡される。第2回、第3回、第5回〜第7回に登場。
坂本則男 - 平泉征
中橋の部下。書類作成のために中橋とホテルに宿泊するが、射殺された貞彦を発見し、警備員に犯人と間違えられる。第3回、第7回に登場。

#### 刑事たち
横浜中警察署の刑事らで、雨村征男の原子力開発をめぐる一連の殺人・脅迫事件を担当。
石原警部 - 富田浩太郎
大川・白木刑事らの上司。第4回〜第7回に登場。
大川刑事 - 小林昭二
第4回〜第7回に登場。
白木刑事 - 大林丈史
北アルプスで松尾の銃弾を脚に受け負傷し、捜査本部解散に伴い、配置替えとなる。第4回〜第7回に登場。
番匠刑事 - 中井啓輔
第5話で、ホテルマンに変装し、松尾と冬子の動きを探る。第4回〜第7回に登場。

#### その他キャスト
大町信一 - 松田優作
サラリーマン生活が嫌になって1ヶ月北アルプスに籠っている男。しかし本名は、町田竜一二尉。雨村の乗っていたとされる旅客機に衝突した戦闘機のパイロットだった。1ヶ月山に籠っていたのも、唯一人、雨村征男の遺体が見つかっていなかったことから、征男の遺体を探していたのだ。第4回〜第7回に登場。
三杉さゆり - 夏樹陽子
貞彦の愛人。取引の上で重要な中橋を買収し、貞彦の死後、中橋と松尾と関係を持ち、貞彦を中橋と松尾と共謀して殺害したことを認める。第2回、第3第、第5回〜第7回に登場。
貞彦の恋人 - 中島ゆたか
弁護士を通して慰謝料を払ったと言い放つ貞彦に、硫酸の小瓶を投げつけようとする。第1回に登場。
- 本名は不明で、テレビドラマにのみ登場

間島信乃 - 三宅くにこ
久美子の母。第2回〜第5回に登場。

### スタッフ
- 企画 - 毎日放送、角川春樹事務所
- プロデューサー - 青木民男、佐伯明、岡田裕介
- 脚本 - 松山善三
- 撮影 - 惟塚彰、石橋英敏（第7話）、川合俊二（第7話）
- 照明 - 酒井信雄（第1話、第2話、第3話、第6話、第7話）、川崎保之丞（第4話、第5話）、清水達巳（第7話）、渡辺康（第7話）、磯野雅宏（第7話）
- 美術 - 川村晴通
- 録音 - 北條照二、中村淳（第7話）、土屋和之（第7話）
- 編集 - 望月徹、水間正勝（第7話）、寺崎孝（第7話）
- 記録 - 森美禮（第2話、第3話、第6話、第7話）、三留洋子（第1話、第4話、第5話）
- イラスト - 山下秀男（第2話～第7話）
- 効果 - 原田千昭
- 選曲 - 秋本彰
- 仕上進行 - 穴井俊雄
- 現像 - 東映化学
- 装置 - 協和美建
- セット付 - 宮本茂（第7話）
- 装飾 - 高桑道明（大晃商会）
- 衣装 - 坂下英明（東京衣装）
- 美粧 - 政井ひろみ（入江美粧）
- 制作担当 - 生田篤
- 音楽 - 星勝、椎名和夫
  - 主題歌「心のひだ」
  - 作詞・作曲・歌 - 小椋佳（キティレコード）
- スチール - 小池孝英
- 製作主任 - 隈部文康（第2話、第3話、第6話、第7話）、野津修平（第1話、第4話、第5話）、高田正男（第7話）
- 製作事務 - 高橋正治
- 助監督 - 長石多可男、小野多美雄（第7話）、上勢頭伸（第7話）
- 制作 - 毎日放送、東映
- 監督 - 森谷司郎（第1話）、井上昭（第2話、第3話）、蔵原惟繕（第4話、第5話）内藤誠（第6話、第7話）
- 協力 - 黒部観光ホテル、長野県大町市観光協会